# Dòlneni
Dòlneni (Macedònic: Долнени) és un municipi i una vil·la del centre de Macedònia del Nord. Al poble de Dòlneni hi ha també el centre administratiu del municipi del mateix nom. Forma part de la Regió de Pelagònia.
El municipi fa frontera amb el municipi de Txaixka, al nord-est, Prílep cap al sud-est, Krivogaštani pel sud, Kruševo pel sud-oest, i Makedonski Brod al nord-oest.
Segons el darrer cens nacional, realitzat el 2002, el municipi té una població de 13,568 habitants.
Dins del municipi, la població es distribueix en els següents grups ètnics:
- Macedonis: 4,871 (35.9%)
- Albanesos: 3,616 (26.7%)
- Turcs: 2,597 (19.1%)
- Bosníacs: 2,380 (17.5%)
- Altres.